# Kralovický potok
Kralovický potok är ett vattendrag i Tjeckien. Det ligger i den västra delen av landet, 70 km väster om huvudstaden Prag.